# Mahran Radi
Mahran Radi (hebr. מהראן ראדי, ur. 1 lipca 1982 w Sulam) – izraelski piłkarz grający na pozycji środkowego pomocnika. Od 2015 roku jest piłkarzem klubu Hapoel Beer Szewa.

## Kariera klubowa
Swoją karierę piłkarską Radi rozpoczął w klubie Maccabi Tel Awiw. W sezonie 2001/2002 był członkiem pierwszego zespołu Maccabi, jednak nie zdołał w nim zadebiutować w pierwszej lidze izraelskiej. W 2002 roku odszedł do drugoligowego Maccabi Kefar Kanna. Po dwóch latach gry w nim odszedł do trzecioligowego Hapoelu Aszkelon. W sezonie 2004/2005 awansował z nim z trzeciej do drugiej ligi.
Latem 2006 roku Radi przeszedł do pierwszoligowego Maccabi Herclijja. Po dwóch sezonach gry w nim odszedł do Bene Jehuda Tel Awiw. W sezonie 2008/2009 zajął z nim 5. miejsce w lidze, a w sezonie 2009/2010 - 4. miejsce.
W 2010 roku Radi został piłkarzem Hapoelu Akka. Zadebiutował w nim 26 września 2010 w przegranym 2:3 wyjazdowym meczu z Hapoelu Ramat Gan. W Hapoelu Akka grał przez rok.
W 2011 roku Radi przeszedł do Bene Sachnin. Swój debiut w nim zaliczył 20 sierpnia 2011 w przegranym 2:4 wyjazdowym spotkaniu z Hapoelem Ironi Riszon le-Cijjon. Zawodnikiem Bene Sachnin był do końca sezonu 2011/2012.
Latem 2012 Radi wrócił do Maccabi Tel Awiw. W Maccabi zadebiutował 27 sierpnia 2012 w wygranym 2:1 domowym meczu z Maccabi Hajfa. W sezonach 2012/2013 i 2013/2014 wywalczył z Maccabi dwa tytuły mistrza Izraela. W sezonie 2014/2015 wywalczył dublet.
Latem 2015 Radi przeszedł do klubu Hapoel Beer Szewa.
| Sezon   | Klub                 | Kraj   | Rozgrywki   | Mecze | Bramki |
| ------- | -------------------- | ------ | ----------- | ----- | ------ |
| 2001/02 | Maccabi Tel Awiw     | Izrael | Ligat ha’Al | 0     | 0      |
| 2002/03 | Maccabi Kefar Kanna  | Izrael | Liga Leumit | ?     | ?      |
| 2003/04 | Maccabi Kefar Kanna  | Izrael | Liga Leumit | ?     | ?      |
| 2004/05 | Hapoel Aszkelon      | Izrael | Liga Arcit  | ?     | ?      |
| 2005/06 | Hapoel Aszkelon      | Izrael | Liga Leumit | ?     | ?      |
| 2006/07 | Maccabi Herclijja    | Izrael | Ligat ha’Al | 33    | 4      |
| 2007/08 | Maccabi Herclijja    | Izrael | Ligat ha’Al | 32    | 4      |
| 2008/09 | Bene Jehuda Tel Awiw | Izrael | Ligat ha’Al | 27    | 0      |
| 2009/10 | Bene Jehuda Tel Awiw | Izrael | Ligat ha’Al | 32    | 3      |
| 2010/11 | Hapoel Akka          | Izrael | Ligat ha’Al | 30    | 5      |
| 2011/12 | Bene Sachnin         | Izrael | Ligat ha’Al | 32    | 13     |
| 2012/13 | Maccabi Tel Awiw     | Izrael | Ligat ha’Al | 33    | 8      |
| 2013/14 | Maccabi Tel Awiw     | Izrael | Ligat ha’Al | 28    | 2      |
| 2014/15 | Maccabi Tel Awiw     | Izrael | Ligat ha’Al | 24    | 4      |
| 2015/16 | Hapoel Beer Szewa    | Izrael | Ligat ha’Al |       |        |

## Kariera reprezentacyjna
W reprezentacji Izraela Radi zadebiutował 11 września 2012 roku w przegranym 0:4 meczu eliminacji do MŚ 2014 z Rosją, rozegranym w Ramat Gan. 12 października 2012, w swoim drugim występie w kadrze narodowej, w meczu eliminacji do MŚ 2014 z Luksemburgiem (6:0) strzelił swojego pierwszego gola w kadrze narodowej.